# Schindleria
Schindleriidae
Pour l’article homonyme, voir Schindleria (plante).
Famille
Genre
Schindleria est un genre de poissons marins de l'ordre des Gobiiformes. C'est l'unique genre de la famille des Schindleriidae.

## Répartition
Les espèces du genre Schindleria se rencontrent dans les océans Indien et Pacifique en zones tropicales ou subtropicales.

## Description
Ces poissons sont de très petite taille puisque l'espèce la plus grande, Schindleria praematura, mesure au maximum 25 mm de longueur totale et la plus petite, Schindleria brevipinguis, 8 mm, queue non comprise. Cela explique pourquoi Otto Schindler (d) imaginait au départ qu'il s'agissait de larves.

## Liste des espèces
Selon World Register of Marine Species (27 février 2024) :
- Schindleria brevipinguis Watson & Walker, 2004
- Schindleria elongata Fricke & Abu El-Regal, 2017
- Schindleria macrodentata Ahnelt & Sauberer, 2018
- Schindleria multidentata Ahnelt, 2020
- Schindleria nigropunctata Fricke & Abu El-Regal, 2017
- Schindleria pietschmanni (Schindler, 1931)
- Schindleria praematura (Schindler, 1930)

## Classification
La famille des Schindleriidae et le genre Schindleria ont été créés en 1934 par l'arachnologue et ichtyologiste belge Louis Giltay (d) (1903-1937).
Schindleriidae a pour synonyme :
- Schindleroidei (non valide)

## Étymologie
Le nom générique, Schindleria, a été donné en l'honneur du zoologiste allemand Otto Schindler (d) (1906-1959) qui a décrit les deux premières espèces attribuées à ce genre.

## Publication originale
- L. Giltay, « Les larves de Schindler sont-elles des Hemirhamphidae ? », Bulletin du Musée royal d'histoire naturelle de Belgique, Belgique, vol. 10, no 13,‎ mars 1934, p. 1-10 (ISSN 0366-449X).